# Yayıcı
Yayıcı (ryska: Кочогот, armeniska: Կոչողոտ, Kochoghot, Կոճողոտ) är en ort i Azerbajdzjan.   Den ligger i distriktet Kəlbəcər Rayonu, i den centrala delen av landet, 280 km väster om huvudstaden Baku. Yayıcı ligger 1 053 meter över havet och antalet invånare är 534.
Terrängen runt Yayıcı är kuperad, och sluttar norrut. Runt Yayıcı är det ganska glesbefolkat, med 32 invånare per kvadratkilometer.. Närmaste större samhälle är Aterk, 6,8 km nordväst om Yayıcı. 
I omgivningarna runt Yayıcı växer i huvudsak lövfällande lövskog.